# Nikolaos Deligiannis (politico)
Nikolaos Deligiannis (Νικόλαος Δελιγιάννης; 1845 – Atene, 5 gennaio 1910) è stato un politico greco.
Fu primo ministro della Grecia tra il gennaio e il giugno 1895 e presidente dell'Áreios Págos (l'equivalente greco della Corte di cassazione italiana) dal 1885 al 1891.